# Squadra spagnola di Coppa Davis
La squadra spagnola di Coppa Davis rappresenta la Spagna in Coppa Davis dal 1921. Il team iberico si è aggiudicato la coppa in sei occasioni (2000, 2004, 2008, 2009, 2011 e 2019), ed altre quattro volte è stato sconfitto in finale (1965, 1967, 2003, 2012).

## Organico recente
Vengono di seguito illustrati i rispettivi convocati per ogni turno delle ultime tre edizioni di Coppa Davis. A sinistra dei nomi la nazione affrontata e il risultato finale. Fra parentesi accanto ai nomi, il ranking del giocatore nel momento della disputa degli incontri (la "d" indica che il ranking corrisponde alla specialità del doppio).

### Organico 2024
I convocati per la Coppa Davis 2024.
| Gruppo Mondiale - Round Robin | Gruppo Mondiale - Round Robin | Gruppo Mondiale - Round Robin | Gruppo Mondiale - Round Robin                                                                                       |
| Rep. Ceca (3-0)               | Francia (2-1)                 | Australia (2-1)               | Carlos Alcaraz (3) Pedro Martínez (42) Roberto Bautista Agut (62) Pablo Carreño Busta (207) Marcel Granollers (1 d) |
| ----------------------------- | ----------------------------- | ----------------------------- | --- |

| Gruppo Mondiale - Quarti di finale | Gruppo Mondiale - Quarti di finale                                                                           |
| Paesi Bassi (1-2)                  | Carlos Alcaraz (3) Pedro Martínez (41) Roberto Bautista Agut (46) Rafael Nadal (154) Marcel Granollers (4 d) |
| ---------------------------------- | --- |

### Organico 2023
I convocati per la Coppa Davis 2023.
| Gruppo Mondiale - Round Robin | Gruppo Mondiale - Round Robin | Gruppo Mondiale - Round Robin | Gruppo Mondiale - Round Robin                                                                                    |
| Rep. Ceca (0-3)               | Serbia (0-3)                  | Corea del Sud (2-1)           | Alejandro Davidovich Fokina (25) Bernabé Zapata Miralles (75) Albert Ramos Viñolas (95) Marcel Granollers (15 d) |
| ----------------------------- | ----------------------------- | ----------------------------- | --- |

### Organico 2022
I convocati per la Coppa Davis 2022.
| Qualificazioni Gruppo Mondiale | Qualificazioni Gruppo Mondiale                                                                                               |
| Romania (3-1)                  | Roberto Bautista Agut (15) Pablo Carreño Busta (16) Carlos Alcaraz (19) Alejandro Davidovich Fokina (45) Pedro Martínez (49) |
| ------------------------------ | --- |

| Gruppo Mondiale - Round Robin | Gruppo Mondiale - Round Robin | Gruppo Mondiale - Round Robin | Gruppo Mondiale - Round Robin                                                                                       |
| Serbia (3-0)                  | Canada (1-2)                  | Corea del Sud (3-0)           | Carlos Alcaraz (1) Pablo Carreño Busta (14) Roberto Bautista Agut (21) Pedro Martínez (67) Marcel Granollers (12 d) |
| ----------------------------- | ----------------------------- | ----------------------------- | --- |

| Gruppo Mondiale - Quarti di finale | Gruppo Mondiale - Quarti di finale                                                                                         |
| Croazia (0-2)                      | Pablo Carreño Busta (13) Roberto Bautista Agut (21) Albert Ramos Viñolas (39) Pedro Martínez (62) Marcel Granollers (17 d) |
| ---------------------------------- | --- |

## Risultati
= Incontro del Gruppo Mondiale

### 2010-2019
| Anno | Turno                        | Data            | Sede                   | Avversario  | Punteggio | Esito     |
| ---- | ---------------------------- | --------------- | ---------------------- | ----------- | --------- | --------- |
| 2010 | Gruppo Mondiale, 1º turno    | 5-7 marzo       | Logroño (ESP)          | Svizzera    | 4–1       | Vittoria  |
| 2010 | Gruppo Mondiale, Quarti      | 9-11 luglio     | Clermont-Ferrand (FRA) | Francia     | 0–5       | Sconfitta |
| 2011 | Gruppo Mondiale, 1º turno    | 4-6 marzo       | Charleroi (BEL)        | Belgio      | 4–1       | Vittoria  |
| 2011 | Gruppo Mondiale, Quarti      | 8-10 luglio     | Austin (USA)           | Stati Uniti | 3–1       | Vittoria  |
| 2011 | Gruppo Mondiale, Semifinale  | 16-18 settembre | Cordova (ESP)          | Francia     | 4–1       | Vittoria  |
| 2011 | Gruppo Mondiale, Finale      | 2-4 dicembre    | Siviglia (ESP)         | Argentina   | 3–1       | Campione  |
| 2012 | Gruppo Mondiale, 1º turno    | 10-12 febbraio  | Oviedo (ESP)           | Kazakistan  | 5–0       | Vittoria  |
| 2012 | Gruppo Mondiale, Quarti      | 6-8 aprile      | Oropesa del Mar (ESP)  | Austria     | 4–1       | Vittoria  |
| 2012 | Gruppo Mondiale, Semifinale  | 14-16 settembre | Gijón (ESP)            | Stati Uniti | 3–1       | Vittoria  |
| 2012 | Gruppo Mondiale, Finale      | 16-18 novembre  | Praga (CZE)            | Rep. Ceca   | 2–3       | Sconfitta |
| 2013 | Gruppo Mondiale, 1º turno    | 1-3 febbraio    | Vancouver (CAN)        | Canada      | 2–3       | Sconfitta |
| 2013 | Spareggi Gruppo Mondiale     | 13-15 settembre | Madrid (ESP)           | Ucraina     | 5–0       | Vittoria  |
| 2014 | Gruppo Mondiale, 1º turno    | 31 gen-2 feb    | Francoforte (GER)      | Germania    | 1–4       | Sconfitta |
| 2014 | Spareggi Gruppo Mondiale     | 12-14 settembre | San Paolo (BRA)        | Brasile     | 1–3       | Sconfitta |
| 2015 | Gruppo I, Quarti di finale   | 17-19 luglio    | Vladivostok (RUS)      | Russia      | 2–3       | Sconfitta |
| 2015 | Gruppo I, Play-off 1º turno  | 18-20 settembre | Odense (DNK)           | Danimarca   | 5–0       | Vittoria  |
| 2016 | Gruppo I, Quarti di finale   | 15-17 luglio    | Cluj-Napoca (ROU)      | Romania     | 4–1       | Vittoria  |
| 2016 | Spareggi Gruppo Mondiale     | 16-18 settembre | Nuova Delhi (IND)      | India       | 5–0       | Vittoria  |
| 2017 | Gruppo Mondiale, 1º turno    | 3-5 febbraio    | Osijek (HRV)           | Croazia     | 3–2       | Vittoria  |
| 2017 | Gruppo Mondiale, Quarti      | 7-9 aprile      | Belgrado (SRB)         | Serbia      | 1–4       | Sconfitta |
| 2018 | Gruppo Mondiale, 1º turno    | 2-4 febbraio    | Marbella (ESP)         | Regno Unito | 3–1       | Vittoria  |
| 2018 | Gruppo Mondiale, Quarti      | 6-8 aprile      | Valencia (ESP)         | Germania    | 3–2       | Vittoria  |
| 2018 | Gruppo Mondiale, Semifinale  | 14-16 settembre | Lilla (FRA)            | Francia     | 2–3       | Sconfitta |
| 2019 | Gruppo Mondiale, Round Robin | 19 novembre     | Madrid (ESP)           | Russia      | 2–1       | Vittoria  |
| 2019 | Gruppo Mondiale, Round Robin | 20 novembre     | Madrid (ESP)           | Croazia     | 3–0       | Vittoria  |
| 2019 | Gruppo Mondiale, Quarti      | 22 novembre     | Madrid (ESP)           | Argentina   | 2–1       | Vittoria  |
| 2019 | Gruppo Mondiale, Semifinale  | 23 novembre     | Madrid (ESP)           | Regno Unito | 2–1       | Vittoria  |
| 2019 | Gruppo Mondiale, Finale      | 24 novembre     | Madrid (ESP)           | Canada      | 2–0       | Campione  |

### 2020-2024
| Anno | Turno                             | Data         | Sede           | Avversario    | Punteggio | Esito     |
| ---- | --------------------------------- | ------------ | -------------- | ------------- | --------- | --------- |
| 2021 | Gruppo Mondiale, Round Robin      | 26 novembre  | Madrid (ESP)   | Ecuador       | 3–0       | Vittoria  |
| 2021 | Gruppo Mondiale, Round Robin      | 20 novembre  | Madrid (ESP)   | Russia        | 1–2       | Sconfitta |
| 2022 | Qualificazioni Gruppo Mondiale    | 4-5 marzo    | Marbella (ESP) | Romania       | 3–1       | Vittoria  |
| 2022 | Gruppo Mondiale, Round Robin      | 14 settembre | Valencia (ESP) | Serbia        | 3–0       | Vittoria  |
| 2022 | Gruppo Mondiale, Round Robin      | 16 settembre | Valencia (ESP) | Canada        | 1–2       | Sconfitta |
| 2022 | Gruppo Mondiale, Round Robin      | 18 settembre | Valencia (ESP) | Corea del Sud | 3–0       | Vittoria  |
| 2022 | Gruppo Mondiale, Quarti di finale | 23 novembre  | Malaga (ESP)   | Croazia       | 0–2       | Sconfitta |
| 2023 | Gruppo Mondiale, Round Robin      | 13 settembre | Valencia (ESP) | Rep. Ceca     | 0–3       | Sconfitta |
| 2023 | Gruppo Mondiale, Round Robin      | 15 settembre | Valencia (ESP) | Serbia        | 0–3       | Sconfitta |
| 2023 | Gruppo Mondiale, Round Robin      | 17 settembre | Valencia (ESP) | Corea del Sud | 2–1       | Vittoria  |
| 2024 | Gruppo Mondiale, Round Robin      | 11 settembre | Valencia (ESP) | Rep. Ceca     | 3–0       | Vittoria  |
| 2024 | Gruppo Mondiale, Round Robin      | 13 settembre | Valencia (ESP) | Francia       | 2–1       | Vittoria  |
| 2024 | Gruppo Mondiale, Round Robin      | 15 settembre | Valencia (ESP) | Australia     | 2–1       | Vittoria  |
| 2024 | Gruppo Mondiale, Quarti di finale | 19 novembre  | Malaga (ESP)   | Paesi Bassi   | 1–2       | Sconfitta |

## Statistiche giocatori
Di seguito la classifica dei tennisti spagnoli con almeno una partecipazione in Coppa Davis, ordinati in base al numero di vittorie. In caso di parità si tiene conto del maggior numero di incontri disputati; in caso di ulteriore parità viene dato più valore agli incontri in singolare; come quarto e ultimo criterio viene considerata la data d'esordio. In grassetto quelli tuttora in attività.

Aggiornato alla fase a gironi della Coppa Davis 2025 (Svizzera-Spagna 1-3).
| #  | Tennista               | Singolare | Doppio | Totale |
| -- | ---------------------- | --------- | ------ | ------ |
| 1  | Manuel Santana         | 69-17     | 23-11  | 92-28  |
| 2  | Manuel Orantes         | 39-19     | 21-8   | 60-27  |
| 3  | Juan Gisbert           | 27-20     | 18-4   | 45-24  |
| 4  | Rafael Nadal           | 29-2      | 8-4    | 37-6   |
| 5  | Emilio Sánchez         | 18-14     | 14-9   | 32-23  |
| 6  | Sergio Casal           | 12-8      | 19-9   | 31-17  |
| 7  | David Ferrer           | 28-5      | 0-0    | 28-5   |
| 8  | Andrés Gimeno          | 18-5      | 5-5    | 23-10  |
| 9  | José Luis Arilla       | 4-6       | 17-13  | 21-19  |
| 10 | José Higueras          | 15-15     | 6-3    | 21-18  |
| 11 | Àlex Corretja          | 12-3      | 8-8    | 20-11  |
| 12 | Carlos Moyá            | 20-7      | 0-0    | 20-7   |
| 13 | Feliciano López        | 8-9       | 11-14  | 19-23  |
| 14 | Fernando Verdasco      | 9-5       | 9-8    | 18-13  |
| 15 | Juan Carlos Ferrero    | 18-6      | 0-1    | 18-7   |
| 16 | Juan Manuel Couder     | 15-11     | 2-4    | 17-15  |
| 17 | Roberto Bautista Agut  | 15-7      | 0-0    | 15-7   |
| 18 | Eduardo Flaquer        | 9-10      | 5-5    | 14-15  |
| 19 | Manuel Alonso Areyzaga | 11-7      | 3-4    | 14-11  |
| 20 | Enrique Maier          | 7-10      | 6-3    | 13-13  |
| 21 | Marcel Granollers      | 2-1       | 11-12  | 13-13  |
| 22 | Sergi Bruguera         | 11-9      | 1-2    | 12-11  |
| 23 | Albert Costa           | 9-5       | 2-3    | 11-8   |
| 24 | Manuel de Gomar        | 7-5       | 3-3    | 10-8   |
| 25 | Tommy Robredo          | 6-8       | 3-4    | 9-12   |
| 26 | Fernando Luna          | 9-4       | 0-0    | 9-4    |

| #  | Tennista                 | Singolare | Doppio | Totale |
| -- | ------------------------ | --------- | ------ | ------ |
| 27 | Joan Balcells            | 2-1       | 6-3    | 8-4    |
| 28 | Nicolás Almagro          | 8-4       | 0-0    | 8-4    |
| 29 | Francisco Sindreu        | 6-7       | 1-1    | 7-8    |
| 30 | Juan Aguilera            | 6-4       | 1-2    | 7-6    |
| 31 | José López Maeso         | 5-3       | 2-0    | 7-3    |
| 32 | Antonio Juanico          | 6-8       | 0-1    | 6-9    |
| 33 | Antonio Muñoz            | 4-6       | 2-3    | 6-9    |
| 34 | Marc López               | 2-0       | 4-9    | 6-9    |
| 35 | Pablo Carreño Busta      | 4-6       | 2-2    | 6-8    |
| 36 | Carlos Costa             | 5-4       | 1-1    | 6-5    |
| 37 | Albert Ramos Viñolas     | 6-3       | 0-1    | 6-4    |
| 38 | Ángel Giménez            | 2-3       | 4-1    | 6-4    |
| 39 | Carlos Alcaraz           | 5-1       | 1-1    | 6-2    |
| 40 | Emilio Martínez Del Rey  | 4-12      | 1-0    | 5-12   |
| 41 | Pedro Martínez           | 1-1       | 4-2    | 5-3    |
| 42 | Carlos Ferrer            | 3-4       | 1-1    | 4-5    |
| 43 | José María Draper        | 2-3       | 2-1    | 4-4    |
| 44 | Alberto Arilla           | 0-2       | 4-2    | 4-4    |
| 45 | Tomás Carbonell          | 1-1       | 3-1    | 4-2    |
| 46 | Javier Sánchez           | 3-2       | 0-4    | 3-6    |
| 47 | Raimundo Morales Marques | 1-0       | 2-3    | 3-3    |
| 48 | Julián Alonso Pintor     | 2-0       | 1-2    | 3-2    |
| 49 | Francisco Clavet         | 3-0       | 0-0    | 3-0    |
| 50 | Luis Carles              | 2-1       | 0-2    | 2-3    |
| 51 | Fernando Olozaga         | 0-0       | 2-3    | 2-3    |
| 52 | Alberto Berasategui      | 2-2       | 0-0    | 2-2    |

| #  | Tennista                    | Singolare | Doppio | Totale |
| -- | --------------------------- | --------- | ------ | ------ |
| 53 | José María Alonso Areyzaga  | 0-1       | 2-1    | 2-2    |
| 54 | José María Tejada           | 0-1       | 2-1    | 2-2    |
| 55 | Jordi Arrese                | 2-1       | 0-0    | 2-1    |
| 56 | José García Requena         | 2-0       | 0-0    | 2-0    |
| 57 | Javier Soler                | 1-0       | 1-0    | 2-0    |
| 58 | Alejandro Davidovich Fokina | 1-2       | 0-3    | 1-5    |
| 59 | Mario Szavoszt              | 1-3       | 0-1    | 1-4    |
| 60 | Jaime Bartroli              | 1-0       | 0-4    | 1-4    |
| 61 | Pablo Andújar               | 1-2       | 0-0    | 1-2    |
| 62 | Alberto Durall              | 0-1       | 1-1    | 1-2    |
| 63 | Jordi Burillo               | 1-1       | 0-0    | 1-1    |
| 64 | Bernabé Zapata Miralles     | 1-1       | 0-0    | 1-1    |
| 65 | Jaume Munar                 | 0-1       | 1-0    | 1-1    |
| 66 | Josep María Gisbert         | 1-0       | 0-0    | 1-0    |
| 67 | Juan Avendaño               | 1-0       | 0-0    | 1-0    |
| 68 | Alberto Tous                | 1-0       | 0-0    | 1-0    |
| 69 | Félix Mantilla              | 1-0       | 0-0    | 1-0    |
| 70 | Roberto Carballes Baena     | 1-0       | 0-0    | 1-0    |
| 71 | Martin Landaluce            | 1-0       | 0-0    | 1-0    |
| 72 | Ricardo Saprissa            | 0-0       | 1-0    | 1-0    |
| 73 | Miguel Mir Rodon            | 0-0       | 1-0    | 1-0    |
| 74 | Pedro Castella              | 0-3       | 0-0    | 0-3    |
| 75 | David Marrero               | 0-0       | 0-3    | 0-3    |
| 76 | Arturo Suque                | 0-2       | 0-0    | 0-2    |
| 77 | Alberto Martín              | 0-1       | 0-1    | 0-2    |
| 78 | Guillermo García López      | 0-1       | 0-0    | 0-1    |
| 79 | Juan Manuel Blanc           | 0-0       | 0-1    | 0-1    |
| 80 | Francisco Roig              | 0-0       | 0-1    | 0-1    |

## Andamento
La seguente tabella riflette l'andamento della squadra dal 1990 ad oggi.
| Pos.           | 90 | 91 | 92 | 93 | 94 | 95 | 96 | 97 | 98 | 99 | 00 | 01 | 02 | 03 | 04 | 05 | 06 | 07 | 08 | 09 | 10 | 11 | 12 | 13 | 14 | 15 | 16 | 17 | 18 | 19 | 21 | 22 | 23 | 24 |
| -------------- | -- | -- | -- | -- | -- | -- | -- | -- | -- | -- | -- | -- | -- | -- | -- | -- | -- | -- | -- | -- | -- | -- | -- | -- | -- | -- | -- | -- | -- | -- | -- | -- | -- | -- |
| Campione       |    |    |    |    |    |    |    |    |    |    | 1° |    |    |    | 2° |    |    |    | 3° | 4° |    | 5° |    |    |    |    |    |    |    | 6° |    |    |    |    |
| Finalista      |    |    |    |    |    |    |    |    |    |    |    |    |    |    |    |    |    |    |    |    |    |    |    |    |    |    |    |    |    |    |    |    |    |    |
| SF             |    |    |    |    |    |    |    |    |    |    |    |    |    |    |    |    |    |    |    |    |    |    |    |    |    |    |    |    |    |    |    |    |    |    |
| QF             |    |    |    |    |    |    |    |    |    |    |    |    |    |    |    |    |    |    |    |    |    |    |    |    |    |    |    |    |    |    |    |    |    |    |
| OF             |    |    |    |    |    |    |    |    |    |    |    |    |    |    |    |    |    |    |    |    |    |    |    |    |    |    |    |    |    |    |    |    |    |    |
| Qualificazioni | x  | x  | x  | x  | x  | x  | x  | x  | x  | x  | x  | x  | x  | x  | x  | x  | x  | x  | x  | x  | x  | x  | x  | x  | x  | x  | x  | x  | x  |    |    |    |    |    |
| Gruppo I       |    |    |    |    |    |    |    |    |    |    |    |    |    |    |    |    |    |    |    |    |    |    |    |    |    |    |    |    |    |    |    |    |    |    |
| Gruppo II      |    |    |    |    |    |    |    |    |    |    |    |    |    |    |    |    |    |    |    |    |    |    |    |    |    |    |    |    |    |    |    |    |    |    |
| Gruppo III     | x  | x  |    |    |    |    |    |    |    |    |    |    |    |    |    |    |    |    |    |    |    |    |    |    |    |    |    |    |    |    |    |    |    |    |
| Gruppo IV      | x  | x  | x  | x  | x  | x  | x  |    |    |    |    |    |    | x  |    |    |    |    |    |    | x  | x  | x  | x  | x  | x  | x  | x  | x  | x  | x  | x  | x  | x  |

Legenda
- Campione: La squadra ha conquistato la Coppa Davis.
- Finalista: La squadra ha disputato e perso la finale.
- SF: La squadra è stata sconfitta in semifinale.
- QF: La squadra è stata sconfitta nei quarti di finale.
- OF: La squadra è stata sconfitta negli ottavi di finale (1º turno). Dal 2019 sostituito dal Round Robin.
- Qualificazioni: La squadra è stata sconfitta al turno di qualificazione. Istituito nel 2019.
- Gruppo I: La squadra ha partecipato al Gruppo I della propria zona di appartenenza.
- Gruppo II: La squadra ha partecipato al Gruppo II della propria zona di appartenenza.
- Gruppo III: La squadra ha partecipato al Gruppo III della propria zona di appartenenza.
- Gruppo IV: La squadra ha partecipato al Gruppo IV della propria zona di appartenenza.
- x: Ove presente, la x indica che in quel determinato anno, il Gruppo in questione non è esistito nella zona geografica di appartenenza della squadra.

## Squadre vincenti

### 2000
- Juan Carlos Ferrero
- Albert Costa
- Alex Corretja
- Joan Balcells
- Francisco Clavet
- Cap. Javier Duarte

### 2004
- Juan Carlos Ferrero
- Carlos Moyá
- Rafael Nadal
- Tommy Robredo
- Feliciano Lopez
- Cap. Jordi Arrese

### 2008
- David Ferrer
- Fernando Verdasco
- Feliciano Lopez
- Marcel Granollers
- Rafael Nadal
- Nicolas Almagro
- Tommy Robredo
- Cap. Emilio Sanchez

### 2009
- Rafael Nadal
- Fernando Verdasco
- David Ferrer
- Feliciano Lopez
- Juan Carlos Ferrero
- Tommy Robredo
- Cap. Albert Costa

### 2011
- Rafael Nadal
- David Ferrer
- Feliciano Lopez
- Fernando Verdasco
- Marcel Granollers
- Cap. Albert Costa

### 2019
- Rafael Nadal
- Roberto Bautista Agut
- Pablo Carreño Busta
- Feliciano Lopez
- Marcel Granollers
- Cap. Sergi Bruguera